# Joan Boscà i Almogàver

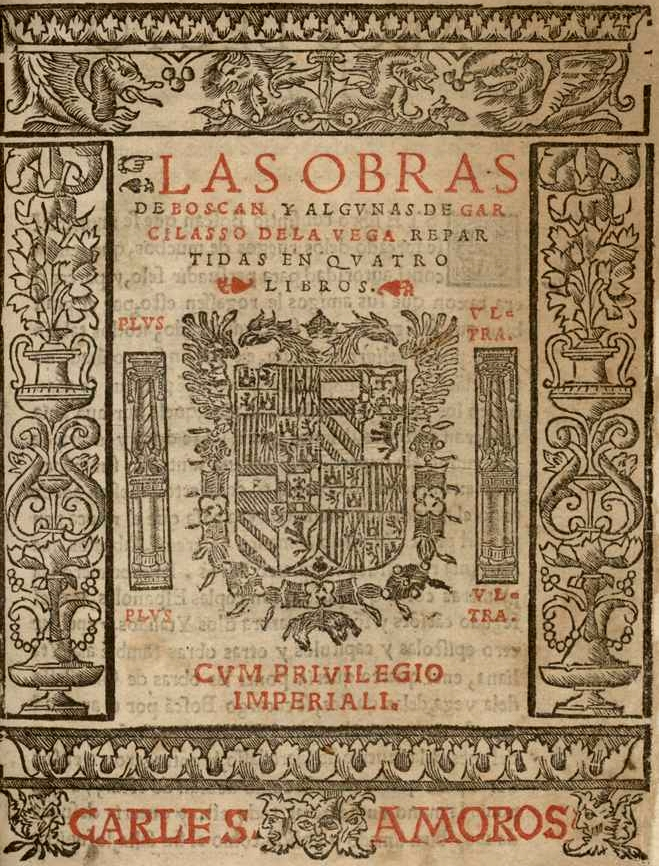
Portada de Las obras de Boscán y algunas de Garcilaso de la Vega repartidas en cuatro libros, Barcelona, Carles Amorós, 1543

Joan Boscà i Almogàver   (Barcelona, 1490 (Gregorià) - Perpinyà, 21 de setembre de 1542 (Gregorià)) fou un poeta i traductor català del Renaixement, famós per haver introduït el vers hendecasíl·lab al castellà.

## Biografia
De família noble, va rebre una excel·lent formació humanística i va servir en la Cort dels Reis Catòlics i, després, a la de l'emperador Carles V. Va ser preceptor del Duc d'Alba. En la Cort va conèixer un altre gran poeta amic seu, Diego Hurtado de Mendoza; aquest li va dirigir la famosa Epístola a Boscán. El cavaller català es va casar amb una culta dama valenciana, Ana Girón de Rebolledo. Va viatjar a Itàlia com a ambaixador espanyol. Allà va trobar el cavaller toledà Garcilaso de la Vega, amb qui va entaular una gran amistat; segurament l'estima que Boscà sentia per l'obra del poeta valencià Ausiàs March es deuen a les reminiscències d'aquest que hi ha en algunes de les composicions del poeta toledà.
Boscà, que havia conreat amb anterioritat la conceptuosa i cortesana lírica de cançoner, va introduir el vers hendecasíl·lab i les estrofes italianes (sonet, vuitena reial, tercet encadenat, cançó en estances), així com el poema en hendecasíl·labs blancs i els motius i estructures del Petrarquisme en la poesia castellana. Es va persuadir d'això en una conversa mantinguda el 1526 amb el seu amic, l'ambaixador venecià i humanista Andrea Navagiero, en els jardins del Generalife, a Granada, com va explicar ell mateix, ja que aquest el va animar a intentar aquesta experiència poètica, i va convèncer d'aquesta novetat també els seus amics Garcilaso de la Vega i el senyor Diego Hurtado de Mendoza i va escriure el manifest de la nova estètica italianitzant del Renaixement en la següent epístola inclosa com a pròleg en un dels seus volums de poesies:
| «                                                           | Estando un día en Granada con el Navagero, tratando con él en cosas de ingenio y de letras, me dijo por qué no probaba en lengua castellana sonetos y otras artes de trovas usadas por los buenos autores de Italia: y no solamente me lo dijo así livianamente, mas aún me rogó que lo hiciere... Así comencé a tentar este género de verso, en el cual hallé alguna dificultad por ser muy artificioso y tener muchas paerticularidades diferentes del nuestro. Pero fui poco a poco metiéndome con calor en ello. Mas esto no bastara a hacerme pasar muy adelante, si Garcilaso, con su juicio -el cual, no solamente en mi opinión, mas en la de todo el mundo ha sido tenido por cosa cierta- no me confirmara en esta mi demanda. Y así, alabándome muchas veces este propósito y acabándome de aprobar con su ejemplo, porque quiso él también llevar este camino, al cabo me hizo ocupar mis ratos en esto más fundadamente. | » |
| — Epístola nuncupatoria de Joan Boscà a la duquessa de Soma | |   |

Altres cavallers, però, tenien un concepte més nacionalista del Renaixement, com per exemple Cristóbal de Castillejo, i van fer veure amablement la seua disconformitat en sàtires contra el nou estil. La novetat de l'hendecasíl·lab, però, va arrelar al costat de l'octosíl·lab com el vers més usat en la lírica espanyola i des de llavors el dodecasíl·lab, amb un ritme pesat i menys flexible que el de l'hendecasíl·lab, va ser arraconat i preterit en favor de l'hendecasíl·lab quan calia tractar temes importants. La poesia castellana va quedar, així, enriquida amb nous versos, estrofes, temes, tons i recursos expressius.
El poema Hero y Leandro de Boscà és el primer que tracta de temes llegendaris i mitològics clàssics. D'altra banda, el seu Epistola a Mendoza introdueix a Espanya el model de l'epístola moral com un gènere poètic imitat d'Horaci, on s'exposa l'ideal del savi estoic amb la seua prudent moderació i equilibri.
Estudis moderns han desterrat que la idea infundada de la duresa i sequedat dels seus versos amb el pretext que no era un parlant natiu de castellà. Fora d'un ampli cançoner petrarquista, Boscà va demostrar el seu domini del castellà traduint, a més, el Il libro del cortegiano (1528) de l'humanista italià Baldassare Castiglione amb el títol de El Cortesano (1534) en una modèlica prosa renaixentista esmaltada de germinacions ciceronianes. A més, va preparar l'edició de les obres del seu amic Garcilaso de la Vega al costat de les seues, si bé va morir abans de poder culminar el projecte, que la seua vídua va acabar imprimint el 1543 al taller de Carles Amorós, a Barcelona, amb el títol Las obras de Boscán con algunas de Garcilaso de la Vega.